# Rittersturm
Der sogenannte Rittersturm war die 1802/1803 einsetzende Mediatisierung der bisher reichsunmittelbaren Reichsritterschaft im Heiligen Römischen Reich.

## Vorgeschichte
Preußen hatte in den 1790er-Jahren in der Markgrafschaft Ansbach-Bayreuth mit der widerrechtlichen und teils gewaltsamen Mediatisierung der Reichsritterschaft einen Präzedenzfall geschaffen, der den 1803 durch den Reichsdeputationshauptschluss geschaffenen bzw. aufgewerteten süddeutschen Mittelstaaten als Beispiel diente.

## Verlauf
Bei der Neuordnung des Reiches im Reichsdeputationshauptschluss 1803 sollten die Reichsritterschaften im Gegensatz zur Säkularisation der geistlichen Fürstentümern eigentlich verschont bleiben. Bereits im Winter 1802/1803 hatten aber die Territorialstaaten Bayern und Württemberg versucht, sich mit Abtretungs- und Überweisungspatenten der benachbarten, meist zersplitterten und kleinen Gebiete der Reichsritter zu bemächtigen. Im Herbst 1803 wurden dann die meisten der ungefähr 300 Reichsritterschaften von ihren größeren Nachbarn faktisch einverleibt. 1804 folgten auch noch die Fürsten von Leiningen, Hohenlohe und zu Löwenstein.
Die Maßnahmen wurden von Kaiser Franz II. als illegal bezeichnet; er konnte sie wegen der Machtverhältnisse im Reich allerdings faktisch nicht rückgängig machen. 1806 erfolgte mit dem Ende des Reiches dann die endgültige Mediatisierung der Reichsritterschaften. Artikel 25 der Rheinbundakte vom 12. Juli 1806 bewilligte die einseitigen Maßnahmen der Territorialstaaten.